# مقتل هند رجب
هند رجب (3 مايو 2018 – 29 يناير 2024) فتاة فلسطينية تبلغ من العمر ست سنوات من حي تل الهوى في مدينة غزة قُتلت على يد جيش الاحتلال الإسرائيلي، بعد أن كانت الناجية الوحيدة من نيران الدبابات الإسرائيلية على السيارة التي هربت فيها مع ستة من أقاربها. في تاريخ 29 يناير 2024، استلم الهلال الأحمر الفلسطيني اتصالًا من ليان حمادة (14 عامًا)، حيث طلبت المساعدة. وذكرت أن دبابة إسرائيلية قامت بإطلاق رصاص على سيارتهم في منطقة "دوار المالية" بحي تل الهوى جنوب غربي المدينة. خلال المكالمة، سُمع صوت صراخ الطفلة ليان وصوت كثيف لإطلاق الرصاص، ثم توقفت المكالمة فجأة. وكان الهلال الأحمر الفلسطيني نشر تسجيلا صوتيا، يسمع فيه صوت الطفلة ليان وهي تحاول إخبار خدمات الإسعاف بما يدور حولها، وتقول: «عمو قاعدين بطخوا علينا، الدبابة جنبنا، إحنا بالسيارة وجنبنا الدبابة»، وبعد ذلك سمع صوت إطلاق وابل من الرصاص بينما كانت ليان تصرخ، لينقطع الاتصال معها بعد ذلك.
بعد ذلك، حاول أفراد الهلال الأحمر إعادة الاتصال، وتبيَّن أن هند، البالغة من العمر 6 سنوات، ما زالت على قيد الحياة. أوضح سميح حمادة، عم الطفلة، في مكالمة هاتفية لشبكة التلفزيون العربي، أنه استمر في التواصل مع هند وحاول تهدئتها بأن سيارة الإسعاف في طريقها لإجلائها من الموقع.
بعد ذلك وفي مهمة مستعجلة، توجه طاقم من الهلال الأحمر بتنسيق من خلال الارتباط الفلسطيني من أجل إنقاذها، لكن انقطع الاتصال مع الطاقم بعد ساعات من إنطلاقه لإنقاذ الطفلة هند.
وفي وقت لاحق، وبعد 12 يوم من انقطاع الاتصال بطاقم الهلال الأحمر، عُثر، يوم السبت 10 فبراير 2024، على جثامين الشهداء الطفلة هند رجب حمادة (6 سنوات)، وخمسة من أفراد عائلتها بشار حمادة وبرفقته زوجته وأطفاله محمد (11 عاما) وليان (14 سنة) ورغد (13 عاما)، بعد محاصرة المركبة التي كان تقلهم قبل 12 يوما، في منطقة تل الهوى جنوب غرب مدينة غزة. وأعلن الهلال الأحمر العثور على مركبة الإسعاف التابعة له في منطقة تل الهوى بمدينة غزة، أفاد الهلال الأحمر بأنه "جرى العثور على مركبة إسعاف الهلال الأحمر الفلسطيني مقصوفة في منطقة تل الهوى في مدينة غزة، ما أودى بحياة المسعفين يوسف زينو وأحمد المدهون، بعد فقد آثارهما أثناء مهمة إنقاذ الطفلة هند رجب منذ 12 يوماً.

## الضحايا
- هند رجب حمادة
- بشار حمادة
- زوجة بشار حمادة
- محمد بشار حمادة
- ليان بشار حمادة
- رغد بشار حمادة
- يوسف زينو
- أحمد المدهون

## تحقيقات حول الحادثه
وفق تحقيق لصحيفه واشنطن بوست استعانت خلاله بصور الأقمار الصناعيه، تواجدت 4 مركبات عسكرية إسرائيلية على بعد أقل من 300 متر من موقع الطفله وفي مرمى رؤيتها في تمام الساعة 15:31. ووفقاً لذات التحقيق فإن الذخيرة التي أصابت سيارة العائلة وسيارة الإسعاف تلائم نوعيه يستخدمها الجيش الإسرائيلي، ووفقاً لمختصي وخبراء أسحلة استعانت بهما الصحيفة، فإن تحليل المكالمة الهاتفية يظهر ان سيارة العائلة تعرضت ل72 طلقة خلال 6 ثواني في وقت اتصال الطفلة.
وأوضح تقريرلمنظمة فورينزيك أركيتكشر في نيسان 2024، فإن سيارة العائلة تعرضت لإطلاق نار من قبل دبابة اسرائيلية، وقد تمكن من في الدبابة من رؤية السيارة ومن فيها بما في ذلك الطفلة هند، كذلك أشار التقرير إلى أن طاقم الهلال الأحمر الذي هرع لتخليص الطفلة هند تعرض للإصابة هو ايضاً من دبابة إسرائيلية.
في عيد مولد هند رجب السابع، أعلنت "مؤسسة هند رجب"، المعنية في ملاحقة جنود الجيش الإسرائيلي أمام المحاكم الدولية والمحلية، عن تقديم شكوى رسمية إلى المحكمة الجنائية الدولية في لاهاي، تتهم فيها الضابط الإسرائيلي المقدم بني أهارون، قائد اللواء المدرع 401 في الجيش، بالمسؤولية المباشرة عن قتل هند رجب، وعائلتها، وطاقم الإسعاف الذي حاول إنقاذها، في حي تل الهوى بمدينة غزة يوم 29 كانون الثاني/ يناير 2024. وبحسب بيان مؤسسة هند رجب، فإن وحدة الدبابات التي قصفت سيارة عائلة هند، ثم دمرت سيارة إسعاف تابعة للهلال الأحمر كانت في طريقها لإنقاذها، كانت تعمل تحت قيادة أهارون، وقد تم التعرّف على الضباط الميدانيين المسؤولين عن العملية وأدوارهم بالكامل.

## ردود فعل واثر الحادثه
أثارت الحادثه ردود فعل شديدة في كافة أنحاء العالم. وذلك بعد نشر الهلال الأحمر الفلسطيني تسجيلات صويتة لمكالمة هند، حيث وثقت المكالمه لحظات رعب الطفلة وأصوات إطلاق الرصاص، وناشد المجتمع الدولي للضغط على إسرائيل للسماح بطواقمه للوصول إليها.
أثار اكتشاف جسد الطفله بعد 12 يومًا ردود فعل شديدة لدى مناصري القضية الفلسطينية، انتقدو الإعلام الغربي نتيجه عدم تغطيته الحادثة مقارنةً مع تغطياته لحوادث قتل الأطفال في الحرب الروسية الأوكرانية.
علقت أم الطفلة على الحادثة في لقاء صحفي منتقدة إسرائيل بشدة: "أكمن أُم بتستنو تحس بهاد الوجع؟ أكمن طفل بدكم تقتلوا بعد؟". القى الصليب الأحمر اللوم على إسرائيل وحملها مسروليه مقتل الطفله هند، ووجه لها أصابع الإتهام فيما يتعلق بإستهداف طاقم الإنقاذ عمدًا.
في أبريل 2024، وضمن حمله الإحتجاجات في الجامعات الأمريكية ضد حرب الابادة الاسرائيلية على قطاع غزة، اقتحم متظاهرون وطلاب في جامعة كولمبيا في نيويورك إحدى القاعات بإسم "هاملتون هول"، وهو مبنى ذو أهميه تاريخية فيما يتعلق بالتظاهرات.
سيطر المتظاهرون على المبنى وأطلقوا على القاعة الإسم الجديد "قاعه هند" تخليدًا لذكرى الطفلة.، تكرر المشهد كذلك في جامعة "Head-Royce School".
في ايار/مايو 2024، أطلق الرابر الأمريكي "ماكليمور" أغنية "قاعة هند" الإحتجاجية، تخليدًا لذكرى هند ومنتقدًا كثيرًا من السياسات الأمريكية الداعمة لإسرائيل.